# Laternaria andamanensis
Laternaria andamanensis är en insektsart som först beskrevs av William Lucas Distant 1880.  Laternaria andamanensis ingår i släktet Laternaria och familjen lyktstritar. Inga underarter finns listade i Catalogue of Life.